# Bain (rivière)
Pour les articles homonymes, voir Bain.
La rivière Bain est une rivière du Lincolnshire, en Angleterre, et un affluent de la rivière Witham. 

## Course

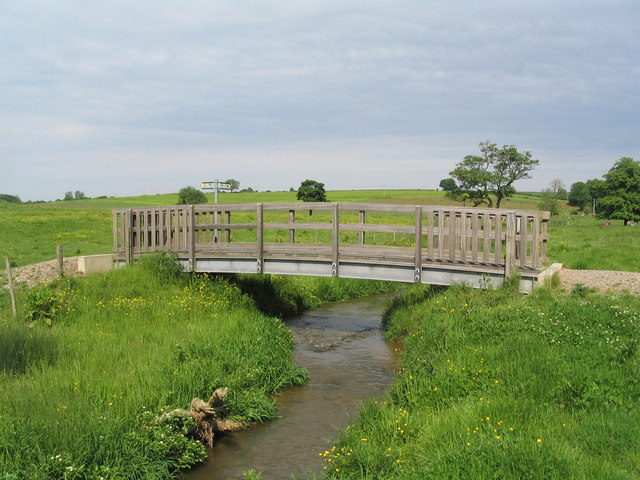
Pont du Viking Way sur la Bain près de Biscathorpe

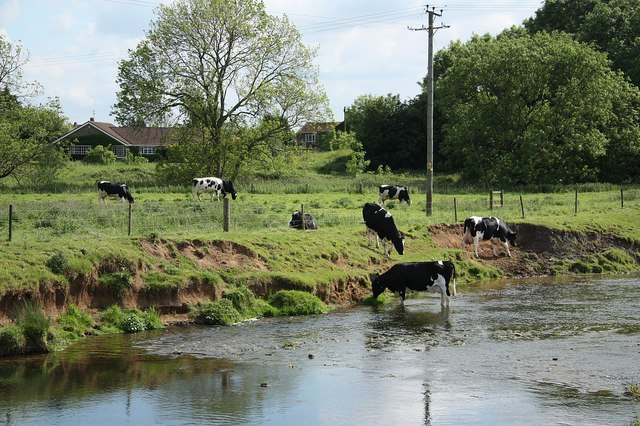
Près de Coningsby

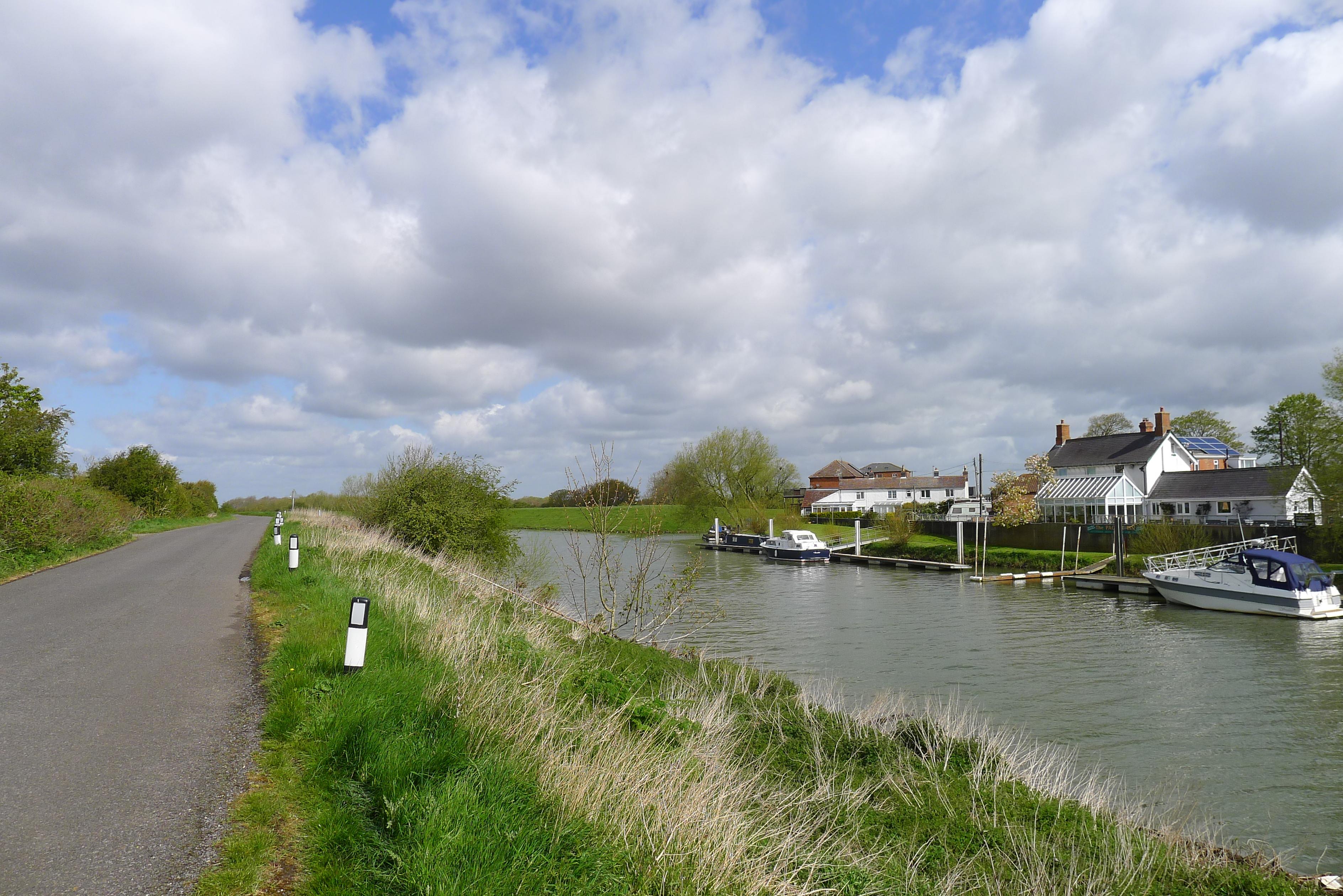
Confluence de la Bain avec la Witham

Elle prend sa source dans les Wolds du Lincolnshire à Ludford, un village sur le sentier de grande randonnée Viking Way, et traverse ou passe les villages de Burgh on Bain, Biscathorpe, Donington on Bain, Goulceby, Asterby et Hemingby. Elle atteint la ville de Horncastle où elle est rejointe par la rivière Waring, qui prend sa source à Belchford, à 8 km au nord-est de Horncastle. Après avoir quitté Horncastle, la Bain traverse les villages de Kirkby on Bain, Coningsby et Tattershall, et rejoint la Witham à Dogdyke,.

## Canal de Horncastle
À la fin du XVIIIe siècle et au début du XIXe siècle, et après de longues négociations, un groupe d'investisseurs sous la direction de Sir Joseph Banks a canalisé la Bain entre Horncastle et la Witham. Le canal de Horncastle est ouvert en 1802 et était une importante route de marchandises avant l'arrivée du chemin de fer. Il est abandonné en 1889 et n'est plus navigable, mais est très utilisé par les pêcheurs à la ligne, les canoéistes et les naturalistes.

## Faune
La rivière contient des populations importantes de chevesnes, de brèmes, de gardons et de rotengles, ainsi que de truites farios, de brochets, d'anguilles et d'espèces plus petites telles que la Chabot commun, le goujon et la loche franche
. Elle abrite également l'espèce menacée d'écrevisse Austropotamobius pallipes, bien qu'il y ait également des populations de l'écrevisse signal américaine introduite, qui concurrence l'espèce indigène pour la nourriture.

## La vallée de la Bain
La vallée de la Bain a été formée par un glacier lors de la dernière période glaciaire et, bien que petite, elle est très évidente. La rivière Bain est très sensible aux inondations. De nombreuses inondations ont eu lieu au cours de son histoire, environ une fois tous les 30-50 ans et récemment en 2007, lorsque la rivière est sortie de son lit tout au long de son cours. Horncastle a été particulièrement touchée.

## Villes et villages
Les agglomérations de la vallée comprennent Tattershall, Coningsby, Kirkby on Bain, Haltham, Roughton, Horncastle, Hemingby, Goulceby with Asterby, Donington on Bain, Burgh on Bain et Ludford,.